# Flugplatz Sarteneja

i8
i11
i13
Der Flugplatz Sarteneja (IATA-Code: SJX, ICAO-Code: MZSJ) befindet sich in der Nähe des kleinen Dorfes Sarteneja im Norden von Belize. Sarteneja ist ein abgelegener Ort, und der Flugplatz dient hauptsächlich für lokale und kleinere private Flüge. Es handelt sich um einen kleinen, weniger bekannten Flughafen, der vor allem für die Verbindung zu anderen Gebieten in Belize genutzt wird.
Der Flugplatz ist auch ein wichtiger Punkt für den Zugang zu den weniger erschlossenen Gebieten der Region, insbesondere für den Tourismus oder für die Versorgung von abgelegenen Gemeinden. Sarteneja ist bekannt für seine natürliche Schönheit und seine Nähe zu den Gewässern der Karibik sowie für den Zugang zu den Korallenriffen und Stränden.
Es gibt keine kommerziellen internationalen Flüge, die direkt vom Flugplatz Sarteneja aus operieren, und die Infrastruktur ist auf kleinere, regionale Flugzeuge und private Reisen ausgelegt.